# ژاک روجیو
ژاک روجیو (انگلیسی: Jacques Rougeau؛ زادهٔ ۱۳ ژوئن ۱۹۶۰) کشتی‌گیر کشتی حرفه‌ای اهل کانادا است.
از فیلم‌ها یا برنامه‌های تلویزیونی که وی در آن نقش داشته است می‌توان به رسلمانیا ۳ اشاره کرد.